# Stazione di Montale-Agliana
Stazione di Montale-Agliana vasútállomás Olaszországban, Montale településen.

## Vasútvonalak
Az állomást az alábbi vasútvonalak érintik:
- Viareggio-Firenze-vasútvonal

## Kapcsolódó állomások
A vasútállomáshoz az alábbi állomások vannak a legközelebb:
- Stazione di Prato Borgonuovo
- Stazione di Pistoia